# ガラハッド

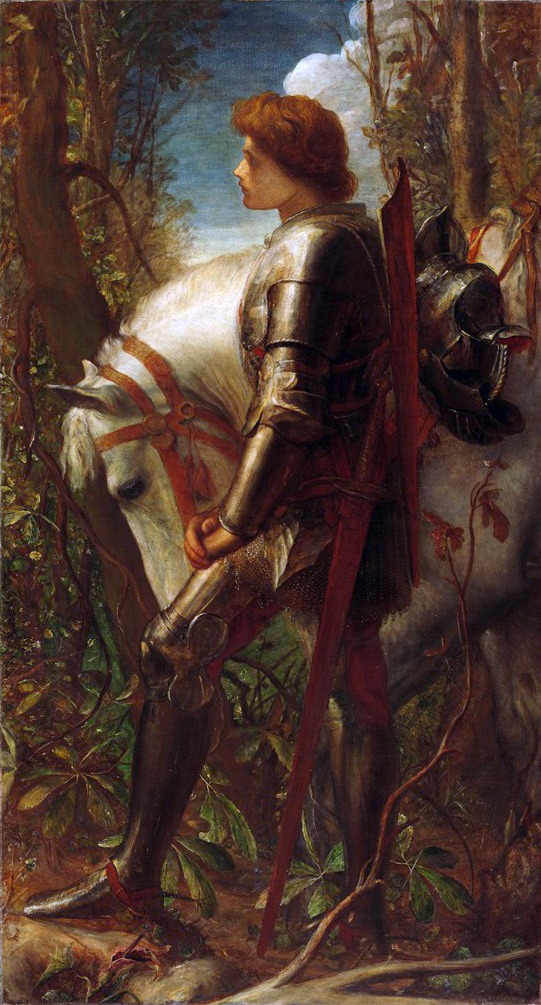
ジョージ・フレデリック・ワッツの1862年の絵画『サー・ガラハッド』。フォッグ美術館所蔵。

ガラハッド卿（英: Sir Galahad, ギャラハッド、ガラハド、ガラードとも） はアーサー王伝説や聖杯伝説に登場する円卓の騎士の1人。聖杯を見つけた3人の騎士のうちの1人でもある。

## ガラハッドの物語の概要
ガラハッドは、ランスロット卿とペレス王の娘エレインの子供。エレインは魔法によってランスロット卿を騙して結婚し、ガラハッドを産むが、正気を取り戻したランスロット卿にエレインは捨てられ、ガラハッドは修道院に預けられて育てられる。まだガラハッドが幼い時に、マーリンは「彼は父であるランスロット卿を凌ぐ武勇を身につけ、聖杯を発見する。」と予言した。
大人になるとガラハッドは父であるランスロット卿のもとに行く。そしてキャメロットのアーサー王に引き合わされ、様々な試験を受けることになる。彼はそれらの試験を容易に達成し、アーサー王から「世界で最も偉大な騎士」と称され、円卓の騎士に加えられ、聖杯探索の任務を与えられる。そして、遂に聖杯を見つけたガラハッドは最も穢れの無い騎士として神々のもとに召されることになった。

## 備考
- 小惑星ガラハッド（スペイン語版）は聖杯伝説の騎士ガラハッドにちなんで命名された[1]。